# جارد هس
جارد هس (انگلیسی: Jared Hess زاده ۱۳ نوامبر ۱۹۸۳) رزمی‌کار هنرهای رزمی ترکیبی اهل ایالات متحده آمریکااست.